# Torneo del Interior B 2024
El Torneo del Interior B 2024 fue la XVIII edición de la segunda competencia de clubes del interior más importante de rugby en Argentina, después del Torneo de interior A.
El torneo contará con cuatro zonas de 4 equipos cada una. Se jugará todos contra todos a una sola rueda, dónde los primeros de cada zona enfrentarán a los segundos de otra zona.
La Tablada se consagró campeón al derrotar a CAE por 42 a 17.

## Reválida
- Oeste 4 vs Patagonia 1

| 31/08/2024 | Liceo Rugby Club | 34 - 14 | Neuquén Rugby Club |  |  |

- Pampeano 3 vs Patagonia 2

| 1/09/2024 | Universitario de Mar del Plata | 26 - 13 | Marabunta Rugby Club |  |  |

- NEA 2 vs Cordoba 8

| 31/08/2024 | Taraguy | 7 - 45 | Palermo Bajo |  |  |

- NOA 8 vs NEA 3

| 31/08/2024 | Cardenales | 43 - 33 | Aranduroga |  |  |

## Equipos
| Torneo   | Equipo                         | Ciudad                | Estadio | Capacidad |
| -------- | ------------------------------ | --------------------- | ------- | --------- |
| NOA      | Universitario                  | San Miguel de Tucumán |         |           |
| NOA      | Natación y Gimnasia            | San Miguel de Tucumán |         |           |
| NOA      | Old Lions                      | Santiago del Estero   |         |           |
| NOA      | Huirapuca                      | Concepción            |         |           |
| NOA      | Cardenales                     | San Miguel de Tucumán |         |           |
| Litoral  | Old Resian                     | Rosario               |         |           |
| Litoral  | CAE                            | Paraná                |         |           |
| Litoral  | Paraná Rowing Club             | Paraná                |         |           |
| Cuyo     | CPBM                           | Mendoza               |         |           |
| Cuyo     | Liceo Rugby Club               | Mendoza               |         |           |
| Córdoba  | La Tablada                     | Córdoba               |         |           |
| Córdoba  | San Martín                     | Villa María           |         |           |
| Córdoba  | Palermo Bajo                   | Córdoba               |         |           |
| Pampeano | Universitario de Mar del Plata | Mar del Plata         |         |           |
| Pampeano | Mar del Plata                  | Mar del Plata         |         |           |
| Pampeano | Sporting                       | Mar del Plata         |         |           |

### Distribución geográfica de los equipos
| Jurisdicción                     | Cant. | Equipos                                                    |
| -------------------------------- | ----- | ---------------------------------------------------------- |
| Provincia de Tucumán             | 4     | Universitario, Natación y Gimnasia, Huirapuca y Cardenales |
| Provincia de Córdoba             | 3     | La Tablada, San Martín, Palermo Bajo                       |
| Provincia de Buenos Aires        | 3     | Mar del Plata, Sporting y Universitario de Mar del Plata   |
| Provincia de Mendoza             | 2     | CPBM y Liceo Rugby Club                                    |
| Provincia de Entre Ríos          | 2     | CAE y Rowing                                               |
| Provincia de Santa Fe            | 1     | Old Resian                                                 |
| Provincia de Santiago del Estero | 1     | Old Lions                                                  |

## Fase de grupos

### Zona 3
| Equipos       | Encuentros | Encuentros | Encuentros | Encuentros | Pts. Bonus | Pts. Bonus | Puntos |
| Equipos       | PJ         | PG         | PE         | PP         | OF         | DF         | Puntos |
| ------------- | ---------- | ---------- | ---------- | ---------- | ---------- | ---------- | ------ |
| Palermo Bajo  | 3          | 2          | 0          | 1          | 0          | 1          | 9      |
| Universitario | 3          | 2          | 0          | 1          | 0          | 0          | 8      |
| Huirapuca     | 3          | 1          | 0          | 2          | 0          | 2          | 6      |
| San Martín    | 3          | 1          | 0          | 2          | 0          | 2          | 6      |
Resultados Zona 3
| Fecha 1 (7/9/24) | Fecha 1 (7/9/24) | Fecha 1 (7/9/24) |
| Local            | Resultado        | Visitante        |
| ---------------- | ---------------- | ---------------- |
| Universitario    | 29 - 23          | Huirapuca        |
| San Martín       | 10 - 13          | Palermo Bajo     |

| Fecha 2 (14/9/24) | Fecha 2 (14/9/24) | Fecha 2 (14/9/24) |
| Local             | Resultado         | Visitante         |
| ----------------- | ----------------- | ----------------- |
| Palermo Bajo      | 27 - 19           | Universitario     |
| San Martín        | 23 - 22           | Huirapuca         |

| Fecha 3 (21/9/24) | Fecha 3 (21/9/24) | Fecha 3 (21/9/24) |
| Local             | Resultado         | Visitante         |
| ----------------- | ----------------- | ----------------- |
| Universitario     | 25 - 19           | San Martín        |
| Huirapuca         | 37 - 32           | Palermo Bajo      |

### Zona 4
| Equipos            | Encuentros | Encuentros | Encuentros | Encuentros | Pts. Bonus | Pts. Bonus | Puntos |
| Equipos            | PJ         | PG         | PE         | PP         | OF         | DF         | Puntos |
| ------------------ | ---------- | ---------- | ---------- | ---------- | ---------- | ---------- | ------ |
| CAE                | 3          | 3          | 0          | 0          | 3          | 0          | 15     |
| Old Lions          | 3          | 2          | 0          | 1          | 1          | 0          | 9      |
| Paraná Rowing Club | 3          | 1          | 0          | 2          | 0          | 1          | 5      |
| Cardenales         | 3          | 0          | 0          | 3          | 0          | 0          | 0      |
Resultados Zona 4
| Fecha 1 (7/9/24) | Fecha 1 (7/9/24) | Fecha 1 (7/9/24) |
| Local            | Resultado        | Visitante        |
| ---------------- | ---------------- | ---------------- |
| CAE              | 52 - 22          | Old Lions        |
| Rowing           | 36 - 17          | Cardenales       |

| Fecha 2 (14/9/24) | Fecha 2 (14/9/24) | Fecha 2 (14/9/24) |
| Local             | Resultado         | Visitante         |
| ----------------- | ----------------- | ----------------- |
| Cardenales        | 18 - 48           | CAE               |
| Rowing            | 24 - 26           | Old Lions         |

| Fecha 3 (21/9/24) | Fecha 3 (21/9/24) | Fecha 3 (21/9/24) |
| Local             | Resultado         | Visitante         |
| ----------------- | ----------------- | ----------------- |
| CAE               | 64 - 10           | Rowing            |
| Old Lions         | 62 - 20           | Cardenales        |

### Zona 5
| Equipos                        | Encuentros | Encuentros | Encuentros | Encuentros | Pts. Bonus | Pts. Bonus | Puntos |
| Equipos                        | PJ         | PG         | PE         | PP         | OF         | DF         | Puntos |
| ------------------------------ | ---------- | ---------- | ---------- | ---------- | ---------- | ---------- | ------ |
| La Tablada                     | 3          | 3          | 0          | 0          | 1          | 0          | 13     |
| Old Resian                     | 3          | 2          | 0          | 1          | 0          | 0          | 8      |
| Universitario de Mar del Plata | 3          | 1          | 0          | 2          | 0          | 1          | 5      |
| CPBM                           | 3          | 0          | 0          | 2          | 0          | 2          | 2      |
Resultados Zona 5
| Fecha 1 (7/9/24) | Fecha 1 (7/9/24) | Fecha 1 (7/9/24)               |
| Local            | Resultado        | Visitante                      |
| ---------------- | ---------------- | ------------------------------ |
| La Tablada       | 41 - 28          | CPBM                           |
| Old Resian       | 38 - 36          | Universitario de Mar del Plata |

| Fecha 2 (14/9/24)              | Fecha 2 (14/9/24) | Fecha 2 (14/9/24) |
| Local                          | Resultado         | Visitante         |
| ------------------------------ | ----------------- | ----------------- |
| Universitario de Mar del Plata | 40 - 51           | La Tablada        |
| Old Resian                     | 29 - 26           | CPBM              |

| Fecha 3 (14/9/24) | Fecha 3 (14/9/24) | Fecha 3 (14/9/24)              |
| Local             | Resultado         | Visitante                      |
| ----------------- | ----------------- | ------------------------------ |
| La Tablada        | 78 - 19           | Old Resian                     |
| CPBM              | 31 - 36           | Universitario de Mar del Plata |

### Zona 6
| Equipos             | Encuentros | Encuentros | Encuentros | Encuentros | Pts. Bonus | Pts. Bonus | Puntos |
| Equipos             | PJ         | PG         | PE         | PP         | OF         | DF         | Puntos |
| ------------------- | ---------- | ---------- | ---------- | ---------- | ---------- | ---------- | ------ |
| Liceo               | 3          | 2          | 1          | 0          | 0          | 0          | 10     |
| Natación y Gimnasia | 3          | 2          | 0          | 1          | 0          | 1          | 9      |
| Mar del Plata       | 3          | 1          | 0          | 2          | 0          | 2          | 6      |
| Sporting            | 3          | 0          | 1          | 2          | 0          | 0          | 2      |
Resultados Zona 6
| Fecha 1 (7/9/24)    | Fecha 1 (7/9/24) | Fecha 1 (7/9/24) |
| Local               | Resultado        | Visitante        |
| ------------------- | ---------------- | ---------------- |
| Natación y Gimnasia | 48 - 31          | Sporting         |
| Mar del Plata       | 32 - 37          | Liceo            |

| Fecha 2 (14/9/24) | Fecha 2 (14/9/24) | Fecha 2 (14/9/24)   |
| Local             | Resultado         | Visitante           |
| ----------------- | ----------------- | ------------------- |
| Liceo             | 30 - 26           | Natación y Gimnasia |
| Mar del Plata     | 27 - 7            | Sporting            |

| Fecha 3 (21/9/24)   | Fecha 3 (21/9/24) | Fecha 3 (21/9/24) |
| Local               | Resultado         | Visitante         |
| ------------------- | ----------------- | ----------------- |
| Natación y Gimnasia | 39 - 33           | Mar del Plata     |
| Sporting            | 38 - 38           | Liceo             |

## Fase Final

### Cuadro de desarrollo
|  | Cuartos de final | Cuartos de final      | Cuartos de final |            |              | Semifinales  | Semifinales | Semifinales |  |            | Final      | Final      | Final      |  |
|  | 28/9/2024        | 28/9/2024             | 28/9/2024        |            |              | 5/10/2024    | 5/10/2024   | 5/10/2024   |  |            | 19/10/2024 | 19/10/2024 | 19/10/2024 |  |
|  |                  |                       |                  |            |              |              |             |             |  |            |            |            |            |  |
|  |                  |                       |                  |            |              |              |             |             |  |            |            |            |            |  |
|  | 1                | Palermo Bajo          | 10               |            |              |              |             |             |  |            |            |            |            |  |
|  | 1                | Palermo Bajo          | 10               |            |              |              |             |             |  |            |            |            |            |  |
|  | 8                | Old Lions             | 6                |            |              |              |             |             |  |            |            |            |            |  |
|  | 8                | Old Lions             | 6                |            | Palermo Bajo | Palermo Bajo | 35          |             |  |            |            |            |            |  |
|  |                  |                       |                  |            | Palermo Bajo | Palermo Bajo | 35          |             |  |            |            |            |            |  |
|  |                  |                       | La Tablada       | La Tablada | 42           |              |             |             |  |            |            |            |            |  |
|  | 5                | La Tablada            | La Tablada       | La Tablada | 42           | 42           |             |             |  |            |            |            |            |  |
|  | 5                | La Tablada            |                  |            |              |              |             |             |  |            |            |            |            |  |
|  | 4                | Natación y Gimnasia   | 22               |            |              |              |             |             |  |            |            |            |            |  |
|  | 4                | Natación y Gimnasia   | 22               |            |              |              |             |             |  | La Tablada | La Tablada | 42         |            |  |
|  |                  |                       |                  |            |              |              |             |             |  | La Tablada | La Tablada | 42         |            |  |
|  |                  |                       | CAE              | CAE        | 17           |              |             |             |  |            |            |            |            |  |
|  | 3                | CAE                   | CAE              | CAE        | 17           | 18           |             |             |  |            |            |            |            |  |
|  | 3                | CAE                   |                  |            |              |              |             |             |  |            |            |            |            |  |
|  | 6                | Universitario Tucumán | 15               |            |              |              |             |             |  |            |            |            |            |  |
|  | 6                | Universitario Tucumán | 15               |            | CAE          | CAE          | 36          |             |  |            |            |            |            |  |
|  |                  |                       |                  |            | CAE          | CAE          | 36          |             |  |            |            |            |            |  |
|  |                  |                       | Old Resian       | Old Resian | 21           |              |             |             |  |            |            |            |            |  |
|  | 7                | Liceo                 | Old Resian       | Old Resian | 21           | 13           |             |             |  |            |            |            |            |  |
|  | 7                | Liceo                 |                  |            |              |              |             |             |  |            |            |            |            |  |
|  | 2                | Old Resian            | 22               |            |              |              |             |             |  |            |            |            |            |  |
|  | 2                | Old Resian            | 22               |            |              |              |             |             |  |            |            |            |            |  |
|  |                  |                       |                  |            |              |              |             |             |  |            |            |            |            |  |

### Cuartos de final
| 28/9/2024 | Palermo Bajo | 10 - 6 | Old Lions |  |  |

| 28/9/2024 | La Tablada | 42 - 22 | Natación y Gimnasia |  |  |

| 28/9/2024 | CAE | 18 - 15 | Universitario Tucumán |  |  |

| 28/9/2024 | Liceo | 13 - 22 | Old Resian |  |  |

### Semifinal
Nota: Localia definida por mérito deportivo. Primeros sobre segundos y luego sorteo
| 5/10/2024 | La Tablada | 42 - 35 | Palermo Bajo |  |  |

| 5/10/2024 | CAE | 36 - 21 | Old Resian |  |  |

### Final
Nota: Localia definida por sorteo, la cual gano CAE jugandose la final en Paraná
| 19/10/2024 | CAE | 17 - 42 | La Tablada |  |  |

| Campeón La Tablada |

## Reclasificación
| Repechajes TDI A-B 2025 (2/11/24) | Repechajes TDI A-B 2025 (2/11/24) | Repechajes TDI A-B 2025 (2/11/24) |
| Local                             | Resultado                         | Visitante                         |
| --------------------------------- | --------------------------------- | --------------------------------- |
| Urú Curé                          | 39 - 28                           | Old Resian                        |
| Los Tarcos                        | 25 - 29                           | CAE                               |
| Tucumán Rugby                     | 23 - 26                           | Palermo Bajo                      |
| Universitario de Córdoba          | 31 - 36                           | La Tablada                        |

| Posicionamiento TDI B 2025 (5/10/24) | Posicionamiento TDI B 2025 (5/10/24) | Posicionamiento TDI B 2025 (5/10/24) |
| Local                                | Resultado                            | Visitante                            |
| ------------------------------------ | ------------------------------------ | ------------------------------------ |
| San Martín                           | 37 - 20                              | Cardenales                           |
| Paraná Rowing                        | 24 - 40                              | Huirapuca                            |
| Universitario de Mar del Plata       | 37 - 12                              | Sporting                             |
| Mar del Plata                        | 40 - 25                              | CPBM                                 |